# Фредерик (округ, Виргиния)
Округ Фредерик (англ. Frederick County) располагается в США, в штате Виргиния. По состоянию на 2010 год, численность населения составляла 78 305 человек. Получил своё название в честь старшего сына британского короля Георга II Фредерикa Луиса, принца Уэльского.

## География
По данным Бюро переписи США, общая площадь округа равняется 1077 км², из которых 1072 км² суша и 5 км² или 0,5 % это водоёмы.

### Соседние округа
- Кларк (Виргиния) — восток
- Уоррен (Виргиния) — юг
- Шенандоа (Виргиния) — юго-запад
- Харди (Западная Виргиния) — юго-запад
- Хампшир (Западная Виргиния) — запад
- Морган (Западная Виргиния) — север
- Беркли (Западная Виргиния) — северо-восток
- Уинчестер (Виргиния) — независимый город (анклав)

## Демография
По данным переписи населения 2000 года в округе проживает 59 209 жителей в составе 22 097 домашних хозяйств и 16 727 семей. Плотность населения составляет 55 человек на км². На территории округа насчитывается 23 319 жилых строений, при плотности застройки 22 строений на км². Расовый состав населения: белые - 94,99%, афроамериканцы - 2,62%, коренные американцы (индейцы) - 0,16%, азиаты - 0,66%, гавайцы - 0,02%, представители других рас - 0,56%, представители двух или более рас - 1,01%. Испаноязычные составляли 1,70% населения.
В составе 36,60 % из общего числа домашних хозяйств проживают дети в возрасте до 18 лет, 62,50 % домашних хозяйств представляют собой супружеские пары проживающие вместе, 8,80 % домашних хозяйств представляют собой одиноких женщин без супруга, 24,30 % домашних хозяйств не имеют отношения к семьям, 19,20 % домашних хозяйств состоят из одного человека, 6,80 % домашних хозяйств состоят из престарелых (65 лет и старше), проживающих в одиночестве. Средний размер домашнего хозяйства составляет 2,64 человека, и средний размер семьи 3,02 человека.
Возрастной состав округа: 26,40 % моложе 18 лет, 7,00 % от 18 до 24, 31,90 % от 25 до 44, 24,10 % от 45 до 64 и 10,60 % от 65 и старше. Средний возраст жителя округа 37 лет. На каждые 100 женщин приходится 100,10 мужчин. На каждые 100 женщин старше 18 лет приходится 96,70 мужчин.
Средний доход на домохозяйство в округе составлял 46 941 USD, на семью — 52 281 USD. Среднестатистический заработок мужчины был 35 705 USD против 25 046 USD для женщины. Доход на душу населения был 21 080 USD. Около 4,00% семей и 6,40% общего населения находились ниже черты бедности, в том числе - 7,30% молодежи (тех кому ещё не исполнилось 18 лет) и 6,90% тех кому было уже больше 65 лет.